# Softball ai XVII Giochi panamericani
Il softball ai XVII Giochi panamericani si è svolto dal 12 al 26 luglio 2015 al Pan Am Ball Park di Ajax, in Canada. Il torneo maschile torna nel programma dopo essere stato presente l'ultima volta nel 2003 a Santo Domingo. Hanno partecipato ai due tornei 6 squadre maschili e 6 squadre femminili, che inizialmente si sono sfidate in un girone all'italiana, ove le 4 migliori classificate passavano alla fase finale ad eliminazione diretta per la lotta alle medaglie.

## Torneo maschile

### Prima fase
| Squadre         | G | V | S | RF | RS | PCT   |
| --------------- | - | - | - | -- | -- | ----- |
| Canada          | 5 | 5 | 0 | 33 | 13 | 1.000 |
| Argentina       | 5 | 3 | 2 | 19 | 15 | .600  |
| Venezuela       | 5 | 3 | 2 | 14 | 10 | .600  |
| Stati Uniti     | 5 | 2 | 3 | 16 | 10 | .400  |
| Messico         | 5 | 2 | 3 | 16 | 22 | .400  |
| Rep. Dominicana | 5 | 0 | 5 | 5  | 33 | .000  |

Risultati
| Data      | Partita         | Partita | Partita         |
| --------- | --------------- | ------- | --------------- |
| 12 luglio | Stati Uniti     | 10 - 0  | Rep. Dominicana |
| 12 luglio | Argentina       | 3 - 0   | Venezuela       |
| 12 luglio | Canada          | 10 - 5  | Messico         |
| 13 luglio | Messico         | 5 - 3   | Argentina       |
| 13 luglio | Rep. Dominicana | 1 - 5   | Venezuela       |
| 13 luglio | Canada          | 3 - 2   | Stati Uniti     |
| 14 luglio | Venezuela       | 3 - 1   | Stati Uniti     |
| 14 luglio | Rep. Dominicana | 2 - 4   | Messico         |
| 14 luglio | Canada          | 9 - 3   | Argentina       |
| 15 luglio | Messico         | 1 - 5   | Venezuela       |
| 15 luglio | Stati Uniti     | 1 - 3   | Argentina       |
| 15 luglio | Canada          | 7 - 2   | Rep. Dominicana |
| 16 luglio | Argentina       | 7 - 0   | Rep. Dominicana |
| 16 luglio | Venezuela       | 1 - 4   | Canada          |
| 16 luglio | Stati Uniti     | 2 - 1   | Messico         |

### Fase finale
Nelle semifinali si scontrano la prima e la seconda del girone all'italiana e la terza e la quarta. La perdente dell'incontro tra prima e seconda e la vincente dell'incontro tra terza e quarta si incontrano in una partita nella quale la vincente accede alla finale per l'oro e la perdente si aggiudica la medaglia di bronzo.
|  |         |             |           |           |           |                 |                 |                 |           |           |                 |                 |                 |
|  | Playoff | Playoff     | Playoff   |           |           | Finale 3º posto | Finale 3º posto | Finale 3º posto |           |           | Finale 1º posto | Finale 1º posto | Finale 1º posto |
|  | Playoff | Playoff     | Playoff   |           |           | Finale 3º posto | Finale 3º posto | Finale 3º posto |           |           | Finale 1º posto | Finale 1º posto | Finale 1º posto |
|  |         |             |           |           |           |                 |                 |                 |           |           |                 |                 |                 |
|  |         |             |           |           |           |                 |                 |                 |           |           |                 |                 |                 |
|  | 1       | Canada      | 2         |           |           |                 |                 |                 |           |           |                 |                 |                 |
|  | 1       | Canada      | 2         |           |           |                 |                 |                 |           |           |                 |                 |                 |
|  | 2       | Argentina   | 0         |           |           |                 |                 |                 |           |           | Canada          | Canada          | 2               |
|  | 2       | Argentina   | 0         |           |           |                 |                 |                 |           |           | Canada          | Canada          | 2               |
|  |         |             |           | Argentina | Argentina | 0               |                 |                 | Venezuela | Venezuela | 1               |                 |                 |
|  |         |             |           | Argentina | Argentina | 0               |                 |                 | Venezuela | Venezuela | 1               |                 |                 |
|  |         |             | Venezuela | Venezuela | 3         |                 |                 |                 |           |           |                 |                 |                 |
|  |         |             |           | Venezuela | 3         |                 |                 |                 |           |           |                 |                 |                 |
|  | 3       | Venezuela   | 1         |           |           |                 |                 |                 |           |           |                 |                 |                 |
|  | 3       | Venezuela   | 1         |           |           |                 |                 |                 |           |           |                 |                 |                 |
|  | 4       | Stati Uniti | 0         |           |           |                 |                 |                 |           |           |                 |                 |                 |
|  | 4       | Stati Uniti | 0         |           |           |                 |                 |                 |           |           |                 |                 |                 |

#### Semifinali
| Ajax 17 luglio 2015, ore 16.30 | Venezuela | 1 – 0 referto | Stati Uniti | President's Choice Ajax Pan Am Ballpark (521 spett.) |

| Ajax 17 luglio 2015, ore 19.00 | Canada | 2 – 0 referto | Argentina | President's Choice Ajax Pan Am Ballpark (1030 spett.) |

#### Incontro per il terzo posto
| Ajax 18 luglio 2015, ore 17.00 | Venezuela | 2 – 0 | Argentina | President's Choice Ajax Pan Am Ballpark |

#### Finale
| Ajax 18 luglio 2015, ore 18.00 | Canada | 2 – 1 | Venezuela | President's Choice Ajax Pan Am Ballpark |

### Classifica finale
| Classifica | Squadre         |
| ---------- | --------------- |
|            | Canada          |
|            | Venezuela       |
|            | Argentina       |
| 4          | Stati Uniti     |
| 5          | Messico         |
| 6          | Rep. Dominicana |

## Torneo femminile

### Prima fase
| Squadre     | G | V | S | RF | RS | PCT   |
| ----------- | - | - | - | -- | -- | ----- |
| Stati Uniti | 5 | 5 | 0 | 43 | 4  | 1.000 |
| Canada      | 5 | 4 | 1 | 21 | 14 | .800  |
| Porto Rico  | 5 | 3 | 2 | 18 | 17 | .600  |
| Brasile     | 5 | 2 | 3 | 7  | 19 | .400  |
| Cuba        | 5 | 1 | 4 | 10 | 23 | .200  |
| Porto Rico  | 5 | 0 | 5 | 14 | 36 | 0.000 |

Risultati
| Data      | Partita         | Partita | Partita         |
| --------- | --------------- | ------- | --------------- |
| 19 luglio | Cuba            | 3 - 1   | Rep. Dominicana |
| 19 luglio | Canada          | 6 - 0   | Brasile         |
| 19 luglio | Porto Rico      | 2 - 9   | Stati Uniti     |
| 20 luglio | Stati Uniti     | 7 - 0   | Brasile         |
| 20 luglio | Porto Rico      | 11 - 5  | Rep. Dominicana |
| 20 luglio | Canada          | 5 - 0   | Cuba            |
| 21 luglio | Porto Rico      | 3 - 2   | Cuba            |
| 21 luglio | Rep. Dominicana | 1 - 2   | Brasile         |
| 21 luglio | Canada          | 0 - 7   | Stati Uniti     |
| 22 luglio | Brasile         | 0 - 2   | Porto Rico      |
| 22 luglio | Stati Uniti     | 9 - 2   | Cuba            |
| 22 luglio | Canada          | 9 - 7   | Rep. Dominicana |
| 23 luglio | Rep. Dominicana | 0 - 11  | Stati Uniti     |
| 23 luglio | Cuba            | 3 - 5   | Brasile         |
| 23 luglio | Canada          | 1 - 0   | Porto Rico      |

### Fase finale
Nelle semifinali si scontrano la prima e la seconda del girone all'italiana e la terza e la quarta. La perdente dell'incontro tra prima e seconda e la vincente dell'incontro tra terza e quarta si incontrano in una partita nella quale la vincente accede alla finale per l'oro e la perdente si aggiudica la medaglia di bronzo.
|  |         |             |            |            |        |                 |                 |                 |        |        |                 |                 |                 |
|  | Playoff | Playoff     | Playoff    |            |        | Finale 3º posto | Finale 3º posto | Finale 3º posto |        |        | Finale 1º posto | Finale 1º posto | Finale 1º posto |
|  | Playoff | Playoff     | Playoff    |            |        | Finale 3º posto | Finale 3º posto | Finale 3º posto |        |        | Finale 1º posto | Finale 1º posto | Finale 1º posto |
|  |         |             |            |            |        |                 |                 |                 |        |        |                 |                 |                 |
|  |         |             |            |            |        |                 |                 |                 |        |        |                 |                 |                 |
|  | 1       | Stati Uniti | 5          |            |        |                 |                 |                 |        |        |                 |                 |                 |
|  | 1       | Stati Uniti | 5          |            |        |                 |                 |                 |        |        |                 |                 |                 |
|  | 2       | Canada      | 2          |            |        |                 |                 |                 |        |        | Stati Uniti     | Stati Uniti     | 2               |
|  | 2       | Canada      | 2          |            |        |                 |                 |                 |        |        | Stati Uniti     | Stati Uniti     | 2               |
|  |         |             |            | Canada     | Canada | 7               |                 |                 | Canada | Canada | 4               |                 |                 |
|  |         |             |            | Canada     | Canada | 7               |                 |                 | Canada | Canada | 4               |                 |                 |
|  |         |             | Porto Rico | Porto Rico | 4      |                 |                 |                 |        |        |                 |                 |                 |
|  |         |             |            | Porto Rico | 4      |                 |                 |                 |        |        |                 |                 |                 |
|  | 3       | Porto Rico  | 12         |            |        |                 |                 |                 |        |        |                 |                 |                 |
|  | 3       | Porto Rico  | 12         |            |        |                 |                 |                 |        |        |                 |                 |                 |
|  | 4       | Brasile     | 2          |            |        |                 |                 |                 |        |        |                 |                 |                 |
|  | 4       | Brasile     | 2          |            |        |                 |                 |                 |        |        |                 |                 |                 |

#### Semifinali
| Ajax 24 luglio 2015 | Porto Rico | 12 – 2 referto | Brasile | President's Choice Ajax Pan Am Ballpark (1.050 spett.) |

| Ajax 24 luglio 2015 | Stati Uniti | 5 – 2 referto | Canada | President's Choice Ajax Pan Am Ballpark (2.145 spett.) |

#### Incontro per il terzo posto
| Ajax 24 luglio 2015 | Canada | 7 – 4 referto | Porto Rico | President's Choice Ajax Pan Am Ballpark |

#### Finale
| Ajax 24 luglio 2015 | Stati Uniti | 2 – 4 referto | Canada | President's Choice Ajax Pan Am Ballpark (3.000 spett.) |

### Classifica finale
| Classifica | Squadre         |
| ---------- | --------------- |
|            | Canada          |
|            | Stati Uniti     |
|            | Porto Rico      |
| 4          | Brasile         |
| 5          | Cuba            |
| 6          | Rep. Dominicana |